# The Imaginarium of Doctor Parnassus
The Imaginarium of Doctor Parnassus (titulada El imaginario del Doctor Parnassus en España y El imaginario mundo del Doctor Parnassus en Hispanoamérica) es una película de fantasía británica de 2009 dirigida por Terry Gilliam y escrita por Gilliam y Charles McKeown. En la cinta, el líder de una compañía teatral, mediante un trato con el Diablo, hace pasar a los miembros de su audiencia a través de un espejo mágico para explorar su imaginación. Heath Ledger, Christopher Plummer, Verne Troyer, Lily Cole, Andrew Garfield y Tom Waits protagonizan la película, pese a que la muerte de Ledger, ocurrida durante la filmación, suspendió temporalmente la producción. Johnny Depp, Jude Law y Colin Farrell completaron el papel, personificando transformaciones del personaje de Heath, Tony, a medida que viaja por un mundo irreal. La película se estrenó el 23 de octubre de 2009.

## Sinopsis
El actor inmortal de mil años de edad llamado Doctor Parnassus (Christopher Plummer) posee una compañía teatral que ofrece a los miembros de su audiencia ir más allá de la realidad mediante un espejo mágico. Los miembros de la compañía incluyen a un ilusionista experto, Anton (Andrew Garfield), y un enano, Percy (Verne Troyer). Parnassus había conseguido la inmortalidad mediante un primer pacto con el Diablo (Waits) y, en un segundo trato, Parnassus recupera la juventud para atraer a la persona amada. Ya en el presente, el Diablo llega a recoger lo que le pertenece según el acuerdo, apuntando a la hija del Doctor (Lily Cole). La compañía, a la cual se une un misterioso forastero llamado Tony (interpretado por Heath Ledger, Johnny Depp, Jude Law, y Colin Farrell), embarca hacia mundos paralelos para rescatar a su hija.

## Elenco
- Christopher Plummer como el Doctor Parnassus: El líder de mil años de edad de la compañía teatral.[5]
- Tom Waits como el Diablo.[5]
- Lily Cole como Valentina: La hija del Doctor Parnassus.[4]
- Heath Ledger como Tony: Un estafador que se une a la compañía.[6] Gilliam reveló que Ledger improvisó la mitad de sus diálogos cómicos durante la filmación. "Todo fue realmente como Ledger lo hubiera querido. Realmente sentí '¡Tenemos un tigre por la cola aquí! Pensé que había alguien con la misma energía que tenía yo cuando era joven'".[6] Cuando Ledger falleció durante la producción, el papel pasó a ser interpretado por Johnny Depp, Jude Law y Colin Farrell interpretando "versiones físicamente transformadas" del personaje.[7]
- Andrew Garfield como Anton.[3]
- Verne Troyer como Percy.[3]

## Producción
El director Terry Gilliam y el guionista Charles McKeown escribieron el libreto de The Imaginarium of Doctor Parnassus, siendo su primera colaboración desde The Adventures of Baron Munchausen (1988). Gilliam describió la premisa como "una historia divertida y humorística sobre las consecuencias de nuestras decisiones personales a lo largo de nuestra vida", y explicó el objetivo de la película: "Es autobiográfica. Estoy tratando de traer un poco de fantasía a Londres, un antídoto para las vidas modernas. Amé esta idea de un espectáculo antiguo ofreciendo este tipo de historia y preguntándonos qué obtendríamos". Gilliam y McKeown basaron el personaje Tony en el antiguo primer ministro británico Tony Blair, quien "diría las cosas más extrañas e incluso se las creería sobre sí mismo".
La película recibió un presupuesto de treinta millones de dólares, considerado inusualmente alto para una producción independiente. La producción comenzó en diciembre de 2007 en Londres, en lugares tales como Battersea Power Station, Tower Bridge y la Catedral St. Paul. La producción para el resto de la película se realizó en Vancouver. Gilliam finalizó la edición en noviembre de 2008 y creó 647 efectos diferentes. La cinta se estrenó el 23 de octubre de 2009 en Estados Unidos y el 11 de febrero de 2010 en Argentina.

### Efecto del fallecimiento de Heath Ledger
El 22 de enero de 2008, la producción de la película fue interrumpida debido a la muerte de Heath Ledger en Nueva York. La participación de Ledger había sido un "factor clave" en la financiación de la película. Gilliam estaba tratando el aspecto artístico de la película cuando recibió la llamada en la que le dijeron que Ledger había muerto; su primer pensamiento fue: "La película terminó, es tan simple como eso". Aunque la producción fue suspendida de forma indefinida el 24 de enero, según Christopher Plummer, quien interpretó al Doctor Parnassus, Gilliam determinó "rescatar" la película, considerando en un principio utilizar imágenes por ordenador para cambiarle mágicamente su apariencia al personaje de Heath Ledger, transformándolo tal vez en otro personaje, para conservar el tiempo invertido en la filmación y, si la película finalmente fuese realizada, dedicársela a Ledger. La técnica sería similar a la transformación que se realizó sobre Brad Pitt en El curioso caso de Benjamin Button y el empleado sobre Roy Scheider en Iron Cross, la cual fue estrenada póstumamente.   
Finalmente, los actores Johnny Depp, Colin Farrell y Jude Law fueron seleccionados para reemplazar a Heath Ledger, representando la nueva idea de la versión transformada del personaje de Ledger viajando a través de un espejo mágico. Con el papel asignado, la filmación se reinició en Vancouver en marzo de 2008. Depp era amigo de Gilliam y bajo sus órdenes ya había protagonizado Fear and Loathing in Las Vegas y el proyecto abortado The Man Who Killed Don Quixote, además de haber sido comparado con Ledger por el cinematógrafo Nicola Pecorini. Law era amigo de Ledger y había sido considerado para el papel de Tony, mientras que Farrell también era amigo del fallecido actor. Depp, Farrell, y Law decidieron donar sus ganancias en la película a la hija de Ledger, Matilda, quien no estaba incluida en una antigua versión del testamento de Ledger. El director Gilliam alteró la parte de los créditos pasando de "Una película de Terry Gilliam" a "Una película de Heath Ledger y sus amigos".

## Premios y nominaciones
| Año  | Premio | Categoría                 | Persona                                     | Resultado | Ref.   |
| ---- | ------ | ------------------------- | ------------------------------------------- | --------- | ------ |
| 2009 | Óscar  | Mejor dirección artística | Monique Prudhomme                           | Nominada  | [ 13 ] |
| 2009 | Óscar  | Mejor diseño de vestuario | Dave Warren Anastasia Masaro Caroline Smith | Nominados | [ 13 ] |